# مؤسسه امریکن انترپرایز

انستیتو امریکن انترپرایز

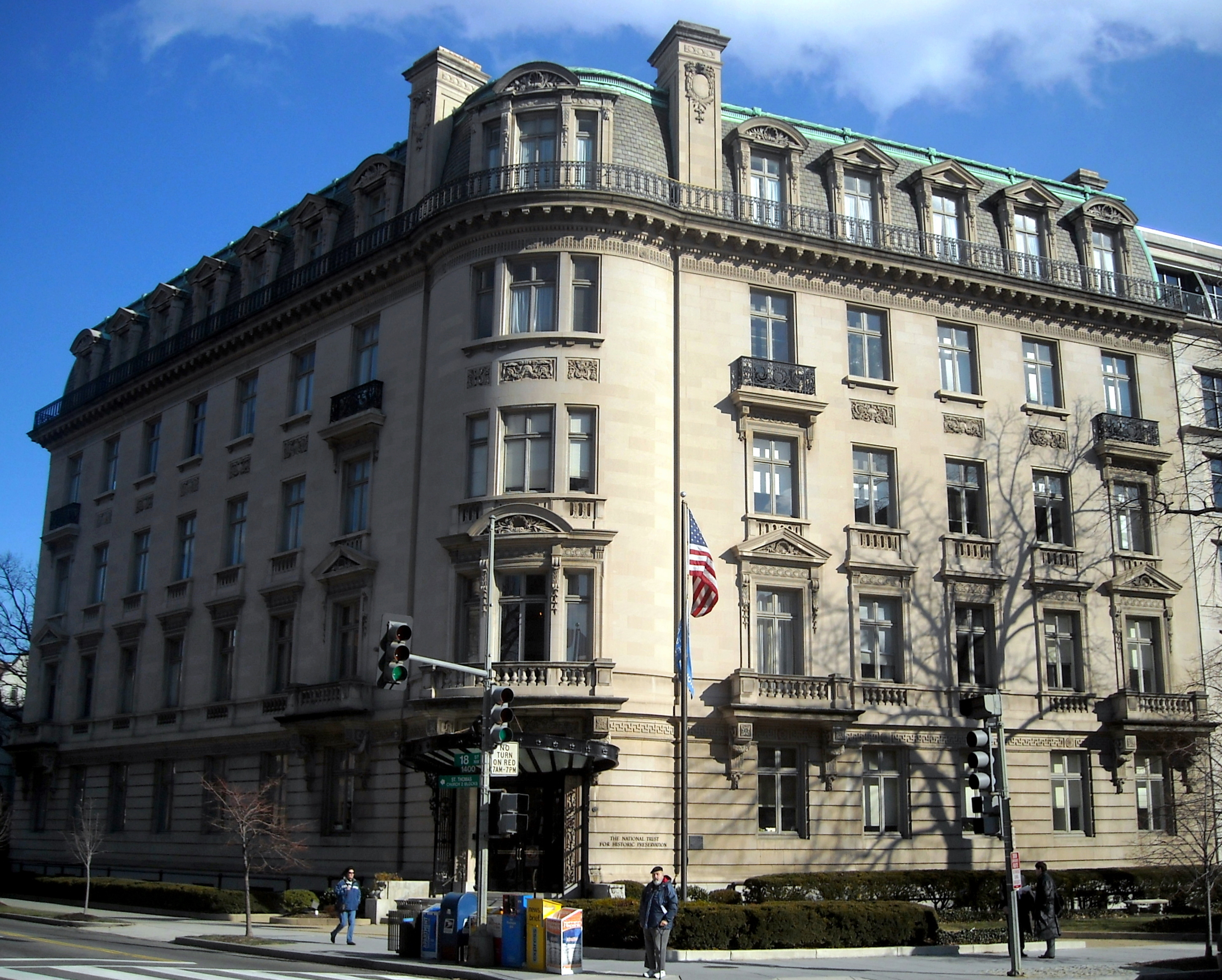
دفتر مرکزی مؤسسه امریکن انترپرایز در خیابان ماساچوست.

مؤسسه پژوهش سیاست عمومی امریکن انترپرایز مشهور به مؤسسه امریکن انترپرایز از اندیشکده های محافظه‌کار مستقر در واشینگتن، دی.سی. است که پژوهش آن متمرکز بر مسایل حکومتگری، سیاست، اقتصاد و رفاه اجتماعی است. این مؤسسه که در سال ۱۹۳۸ پایه گذارده شد رسالت خود را «دفاع از اصول و بهبود نهادهای آزادی آمریکایی و سرمایه‌داری دمکراتیک-دولت محدود، بنگاه‌های خصوصی، آزادی و مسئولیت فردی، سیاست‌های دفاعی و خارجی هشیارانه و مؤثر، مسئولیت پذیری سیاسی، و مباحثهٔ آزاد» اعلام کرده‌است. این مؤسسه یک سازمان ناسودبر مستقل است که بیشتر با کمک‌های مالی بنیادها، ابرشرکت‌ها و افراد حمایت می‌شود. آرتر سی بروکس از ژانویه ۲۰۰۹ ریاست این مؤسسه را بر عهده داشته‌است. این سازمان یکی از مهم‌ترین و پرنفوذترین موسسات سیاستگذاری در آمریکا است که با سیاست‌مداران مرتبط با حزب جمهوری‌خواه و نومحافظه کار ارتباط گسترده‌ای دارد.
برخی از کارکنان مؤسسه در زمرهٔ معماران رهبری‌کننده سیاست عمومی و خارجی دولت بوش شمرده شد یا در مناصب سیاستگذاری یا یکی از پنل‌ها و کمیسیون‌های دولت بوش کار کرده‌اند. از جمله آنان عبارتند از مقامات برجسته سابق دولتی که هم‌اکنون با مؤسسه همکاری می‌کنند: جان بولتون، سفیرسابق ایالات متحده آمریکا در سازمان ملل متحد; لین چنی، رئیس سابق هیئت مدیرهٔ موقوفه ملی برای علوم انسانی; پال ولفوویتز، قائم مقام سابق وزارت دفاع ایالات متحده آمریکا. دانشوران کنونی مؤسسه عبارتند از، آیان حرصی علی، , جونا گولدبرگ، فیل گرام، جون کیل، چارلز موری، دانیل پلتکا و جیم تلنت.
دانشوران وابسته سابق مؤسسه عبارتند از رئیس‌جمهور جرالد فورد، , رابرت بورک، رونالد کوز، دیک چینی، میلتون فریدمن، نوت گینگریچ، مایکل لدین، سیمور مارتین لیپست، و انتونین اسکالیا.
ارگان رسمی این جریان انترپرایز آمریکا (The American Enterprise) نام دارد. این سازمان‌ها همگی از کمک‌های مالی بنیاد برادلی سود می‌جویند.
نقطه عزیمت نومحافظه کاران به‌طور سازمان یافته از سال ۱۹۹۷ و تأسیس پروژه قرن نو آمریکایی تعیین می‌شود. دو متفکر و بنیان‌گذار این سازمان بیل کریستول و رابرت کسگان می‌باشند. هدف از تأسیس این سازمان ایجاد اتحاد بین گروه‌های مختلف محافظه کار آمریکایی و بازیافت دوره رونالد ریگان است. با توجه به اینکه خطر کمونیسم به‌عنوان یک متحدکننده اصلی گروه‌های محافظه کار دیگر وجود نداشت.
اعضای این سازمان که همگی عضو حزب جمهوری‌خواه می‌باشند از کمک فکری و استراتژیک متفکران برجسته‌ای مثل فرنسیس فوکویاما و پال ولفوویتز بهره می‌بردند. انتخاب جرج دبلیو بوش این سازمان را به راس قدرت آمریکا نزدیک کرد و اعضای آن و انستیتو انترپرایز آمریکا در وزارت دفاع و وزارت خارجه مستقر شدند.
شخصیت‌های عمده‌ای که حامی این تفکر بوده‌اند نظیر جان نگروپونته مسئول امنیت ملی کشور، و دونالد رامسفلد وزیر دفاع و جان بولتون سفیر آمریکا در سازمان ملل متحد مقامات اصلی کشور را داشتند و تأثیر سرنوشت ساز ریچارد پرل بر وزارت دفاع هنوز ادامه دارد. همه این شخصیت‌ها مایل به برخورد قاطع با ایران می‌باشند. شخصیت عمده دیگر که حامی این تفکر است دیک چنی معاون رئیس‌جمهور می‌باشد.

## انتشارات

Europe and Islam

در ۲۰۰۷ کتابی با عنوان «اروپا و اسلام» (Europe and Islam) توسط برنارد لوئیس منتشر کرد.
- گلوبالیزاسیون
- فوکویاما: آمریکا در جهان عرب اعتیاری ندارد[پیوند مرده]
- فرنسیس فوکویاما: آمریکا بر سر دوراهی
- مایکل لدین «طرح پیشنهادی رفراندم» از ایران را تأیید کرد
- گفتگو با مایکل لدین من هیچگاه به ایران سفر نمی‌کنم!!
- ارتش آمریکا تشنج آفرینی در میان قومیت‌های ایرانی را مورد بررسی قرار داده‌است
- سخنرانی مایکل لدین در جلسه واشینگتن درکمیسیون امنیت ملی سنای آمریکا: بن‌بست اتمی و قدم‌های بعد
- ریچاردپرل، رئیس مؤسسه «انترپرایز» در یک حمله حساب شده تأسیسات اتمی شناسائی شده ایران، هدفمند نابود خواهد شد